# Cuirassat Musashi
El Musashi (japonès:武蔵, anomenat així en honor de l'antiga província japonesa)  va ser un dels quatre cuirassats de classe Yamato  prevists construïts per a la Marina Imperial Japonesa, a partir de finals de la dècada del 1930. Els vaixells de la classe Yamato van ser els cuirassats més pesats i més poderosos que s'han construït mai, desplaçant gairebé 72.000 tones llargues (73.000 t) completament carregats i armats amb nou canons principals de 460 mil·límetres (18,1 polzades). El seu armament secundari consistia en quatre torretes de tres canons de 155 mil·límetres (6,1 polzades) que antigament utilitzaven els creuers de la classe Mogami. Estaven equipats amb sis o set hidroavions per fer reconeixements.
Assignat a mitjans de 1942, el Musashi va ser modificat per servir com a vaixell insígnia de la Flota Combinada, i va passar la resta de l'any treballant. El vaixell va ser traslladat a Truk, la principal base naval de guerra del Japó al teatre del Pacífic Sud, a principis de 1943 i va sortir diverses vegades aquest any amb la flota en recerques infructuoses de les forces nord-americanes. Va ser utilitzada per transferir forces i equipament entre el Japó i diverses illes ocupades diverses vegades el 1944. Torpedinat a principis de 1944 per un submarí nord-americà, el Musashi es va veure obligada a tornar al Japó per a reparacions, durant les quals la marina va augmentar considerablement el seu armament antiaeri. Va estar present durant la batalla del mar de les Filipines al juny, però no va entrar en contacte amb les forces de superfície nord-americanes. Durant la batalla del golf de Leyte, el Musashi va ser enfonsat després de rebre l'impacte d'uns 19 torpedes i 17 bombardeigs d'avions nord-americans el 24 d'octubre de 1944. Més de la meitat de la seva tripulació va ser rescatada. El seu naufragi va ser localitzat el març de 2015 per un equip d'investigadors empleats pel cofundador de Microsoft Paul Allen.

## Disseny i descripció
Com que la Marina Imperial Japonesa preveia que seria incapaç de produir tants vaixells com els Estats Units, els vaixells de la classe Yamato amb la seva gran mida i armament pesat van ser dissenyats per ser individualment superiors als cuirassats nord-americans. El Musashi tenia una eslora de 244 metres (800 peus 6 polzades) entre perpendiculars i 263 metres (862 peus 10 polzades) en total. Tenia una mànega de 38,9 metres (127 peus 7 polzades) i un calat de 10,86 metres (35 peus 8 polzades) amb càrrega profunda. Desplaçava 64.000 tones llargues (65.000  t ) amb càrrega estàndard i 71.659 tones llargues (72.809 t) amb càrrega profunda. La seva tripulació estava formada per 2.500 oficials i marineria el 1942, i uns 2.800 el 1944.
El cuirassat tenia quatre jocs de turbines de vapor amb engranatge Kampon, cadascuna de les quals accionava un eix de l'hèlix. Les turbines van ser dissenyades per produir un total de 150.000 cavalls de força (110.000  kW), utilitzant vapor proporcionat per 12 calderes de tub d'aigua Kampon , donant al vaixell una velocitat màxima de 27,5 nusos (50,9 km/h; 31,6 mph). Tenia una capacitat d'estiba de 6.300 tones llargues (6.400 t) de fuel, donant una autonomia de 7.200 milles nàutiques (13.300 km; 8.300 milles) a una velocitat de 16 nusos (30 km/h; 18 mph).

### Armament

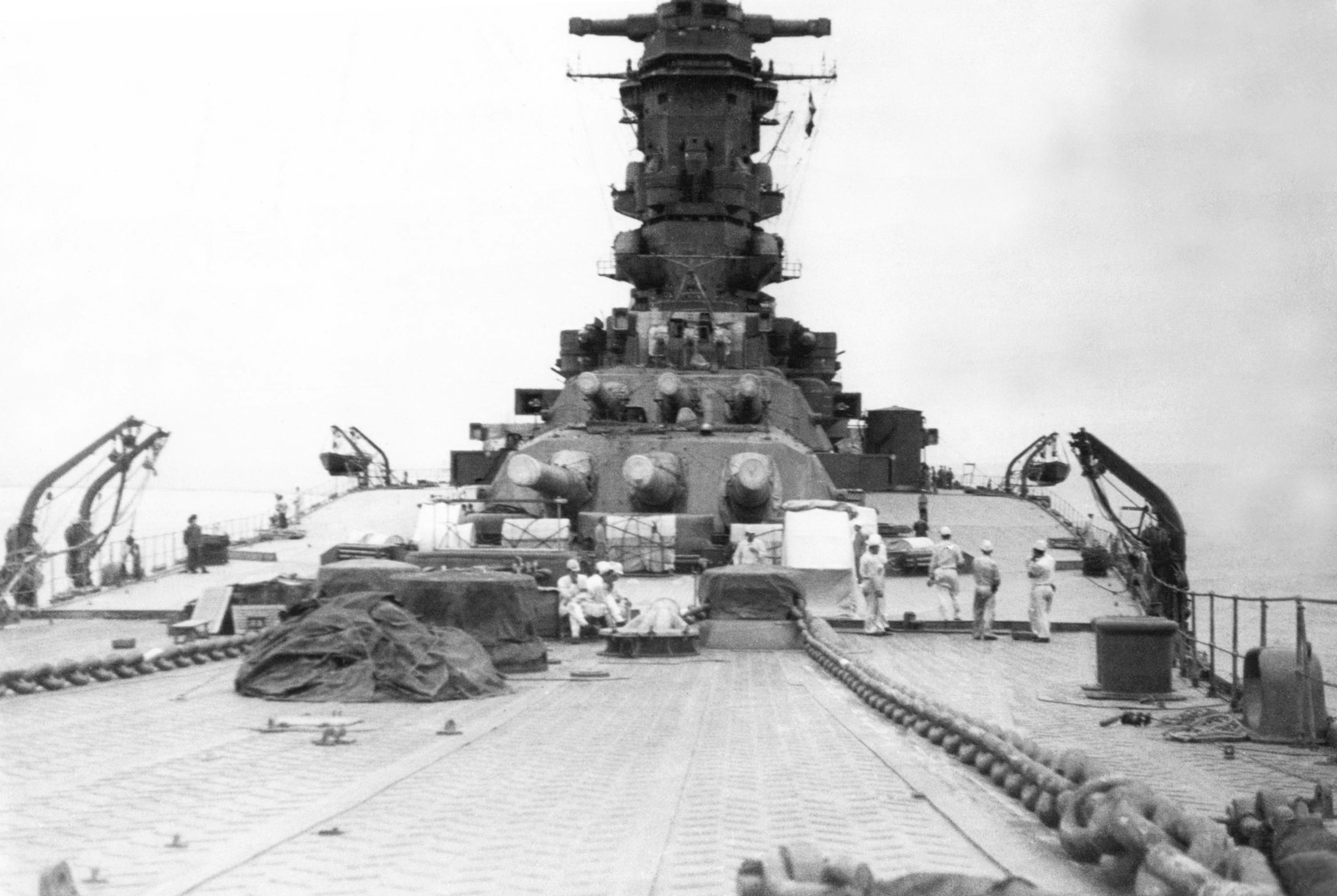
El Musashi, agost de 1942, vist des de proa

La bateria principal del Musashi constava de nou canons tipus 94 de calibre 45 de 460 mil·límetres muntats en tres torretes de tres canons, numerades de davant a darrere. Els canons tenien una cadencia de foc d'1,5 a 2 rondes per minut. La bateria secundària del vaixell constava de dotze canons de calibre 60 de 155 mil·límetres de tipus 3r any muntats en quatre torretes triples, una per davant i per darrere de la superestructura i una a cada costat al mig del vaixell. Aquests havien estat disponibles un cop els creuers de la classe Mogami van ser rearmats amb canons de 200 mil·límetres (7,9 polzades). La defensa antiaèria pesada va ser proporcionada per una dotzena de canons de doble propòsit tipus 89 de calibre 40 de 127 mil·límetres (5 polzades) en sis torretes bessones, tres a cada costat de la superestructura. El Musashi també portava trenta-sis canons antiaeri lleugers (AA) tipus 96 de 25 mil·límetres (1 polzada) en 12 muntatges de tres canons, tots muntats a la superestructura. El vaixell també va ser proveït de dos suports dobles per a les metralladores antiaèries tipus 93 de 13,2 mil·límetres (0,52 polzades) construïdes amb llicència, una a cada costat del pont.
Mentre el vaixell estava en reparació l'abril de 1944, les dues torretes d'ala de 155 mm van ser eliminades i substituïdes per tres muntatges de canons triples de 25 mm cadascuna. En aquell moment es van afegir un total de setze muntures triples de 25 mm i vint-i-cinc montures simples, donant a la nau un armament lleuger AA de 115 canons.

### Blindatge
El cinturó de blindatge de la línia de flotació del vaixell era idèntic al de Yamato amb 410 mil·límetres (16,1 polzades) de gruix i un angle de 20 graus cap a l'exterior a la part superior. A sota hi havia una banda d'armadura que oscil·lava en gruix entre 270 i 200 mil·límetres (10,6 a 7,9 polzades) sobre les santabàrbares i els espais de màquines, respectivament; es va reduir fins a un gruix de 75 mil·límetres (3,0 polzades) a la seva vora inferior. El gruix de l'armadura de la coberta oscil·lava entre 230 i 200 mil·límetres (9,1 a 7,9 polzades). Les torretes estaven protegides amb una placa de blindatge de 650 mil·límetres (25,6 polzades) de gruix a la cara, 250 mil·límetres (9,8 polzades) als costats i 270 mil·límetres al sostre. Les barbetes de les torretes estaven protegides per blindatges de 560 a 280 mil·límetres (22,0 a 11,0 polzades) de gruix, i les torretes dels canons de 155 mm estaven protegides per plaques de blindatge de 50 mil·límetres (2,0 polzades). Els costats de la torre de comandament tenien un gruix de 500 mil·límetres (19,7 polzades) i el seu sostre tenia un gruix de 200 mil·límetres. Sota les santabàrbares hi havia plaques de blindatge de 50 a 80 mil·límetres (2,0 a 3,1 polzades) per protegir el vaixell dels danys de les mines. El Musashi contenia 1.147 compartiments estancs (1.065 a sota de la coberta de blindatge, 82 a dalt) per preservar la flotabilitat en cas de dany en batalla.

### Avions
El Musashi estava equipat amb dues catapultes a la seva cambra i podia guardar fins a set hidroavions al seu hangar sota coberta . El vaixell operava biplans Mitsubishi F1M i monoplans Aichi E13A 1 i utilitzava una grua de 6 tones (5,9 tones llargues) muntada a popa per a la recuperació.

### Control de foc i sensors
El vaixell estava equipat amb quatre telèmetres de 15 metres (49 peus 3 polzades), un a dalt de la seva superestructura davantera i un a cadascuna de les seves torretes principals, i una altra unitat de 10 metres (32 peus 10 polzades) al damunt de la seva superestructura posterior. Cada torreta de canó de 15,5 centímetres (6,1 polzades) estava equipada amb un telèmetre de 8 metres (26 peus 3 polzades). El foc d'angle baix va ser controlat per dos directors de control de foc tipus 98 muntats per sobre dels telèmetres de la superestructura. Els directors d'angle alt tipus 94 controlaven els canons antiaeris de 127 mm, amb directors de curt abast tipus 95 per als canons AA de 25 mm.
El Musashi es va construir amb un sistema d'hidròfon de tipus 0 a la seva proa, utilitzable només mentre estava estacionat o a baixa velocitat. Al setembre de 1942, es va instal·lar un radar de recerca aèria tipus 21 al sostre del telèmetre de 15 metres a la part superior de la superestructura davantera. Dos radars de recerca de superfície tipus 22 es van instal·lar a la superestructura davantera el juliol de 1943. Durant les reparacions a l'abril de 1944, el radar tipus 21 va ser substituït per una versió més moderna, i també es va instal·lar un radar d'alerta primerenca tipus 13.

## Construcció

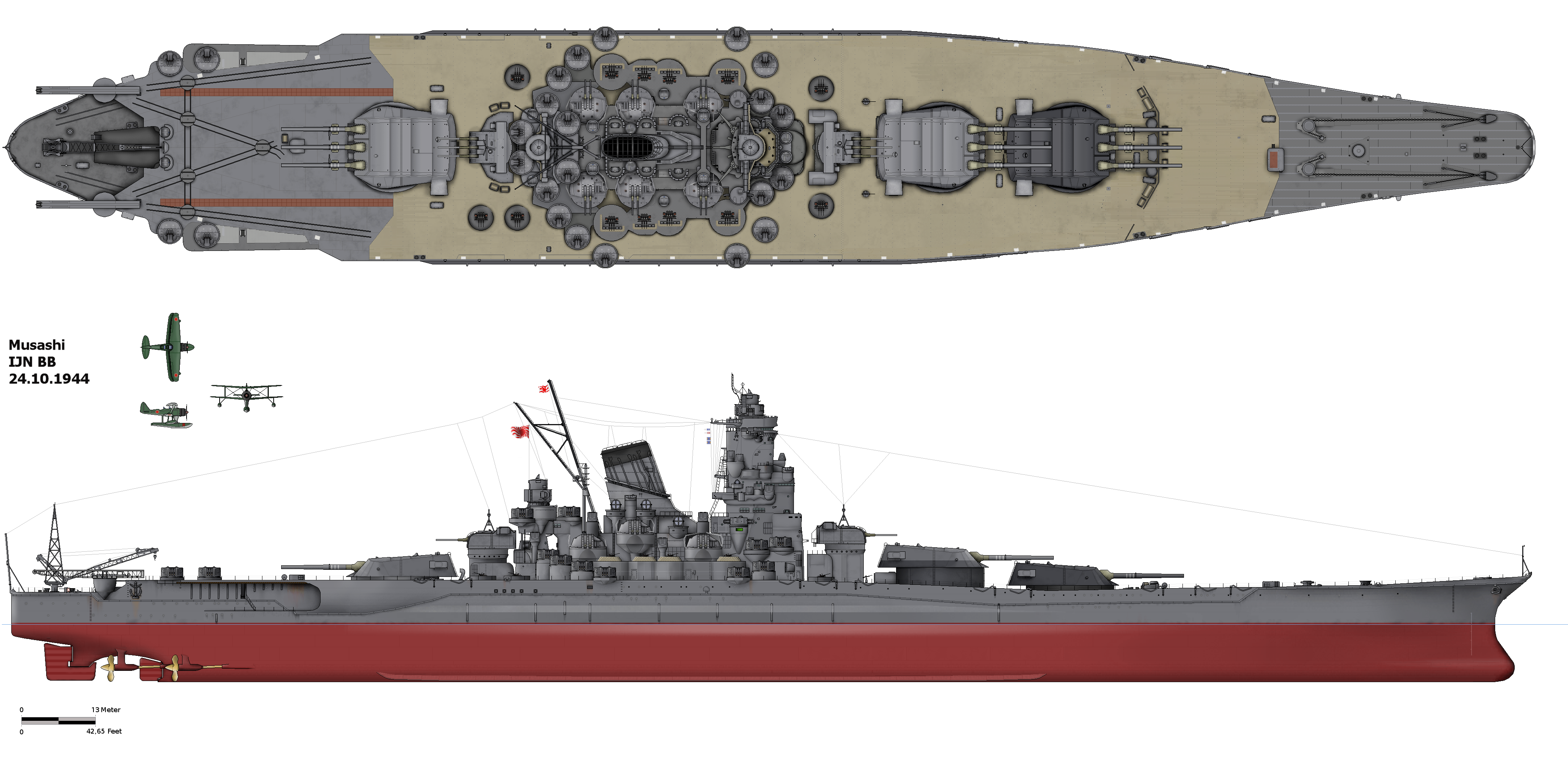
El Musashi tal com apareixia a mitjans de 1944

Per fer front a la gran mida i pes de Musashi, es va reforçar la grada de construcció, es van ampliar els tallers propers i es van construir dues grues flotants. La quilla del vaixell es va posar el 29 de març de 1938 a la drassana de Mitsubishi a Nagasaki, i va ser designat "Cuirassat núm. 2". Durant tota la construcció, una gran cortina feta de corda de cànem amb un pes de 408 t (450 tones curtes) va impedir que els forasters poguessin veure la construcció
Avarar el Musashi també va presentar reptes. La plataforma de llançament de 4 metres (13 peus 1 polzada) de gruix del vaixell, feta de nou taulons d'avet Douglas de 44 cm (17 polzades) cargolats, va trigar dos anys a muntar-se (des de la col·locació de la quilla el març de 1938) a causa de la dificultat de perforar. Forats de cargol perfectament rectes a través de 4 metres de fusta fresca. El problema d'alentir i aturar l'enorme casc una vegada dins de l'estret port de Nagasaki es va resoldre fixant 570 tones (560 tones llargues) de cadenes pesades a banda i banda del casc per crear resistència a l'arrossegament a l'aigua. El llançament es va ocultar per mesures que incloïen un simulacre d'atac aeri a tota la ciutat realitzat el dia del llançament per mantenir la gent a casa seva. L'avarament del Musashi va tenir lloc l'1 de novembre de 1940, aturant-se només 1 metre (3,3 peus) més enllà dels 220 metres (720 peus) de recorregut esperat del casc a través del port. L'entrada d'una massa tan gran a l'aigua va provocar una onada de 120 centímetres d'alçada (3 peus 11 polzades) que va escombrar el port i els rius locals, inundant cases i bolcant petites embarcacions de pesca. El Musashi va ser equipat a Sasebo, amb el capità Kaoru Arima assignat com a comandant.
Cap al final de l'equipament, les instal·lacions insígnia del vaixell, incloses les del pont i els camarots de l'almirall, es van modificar per satisfer el desig de la Flota Combinada de tenir el vaixell equipat com a vaixell insígnia principal del comandant en cap, com el seu vaixell germà Yamato anava massa lluny per a aquests canvis. Aquestes alteracions, juntament amb les millores en el blindatge de la bateria secundària, van retardar la finalització i les proves prèvies al lliurament del Musashi en dos mesos, fins a l'agost de 1942.

## Servei

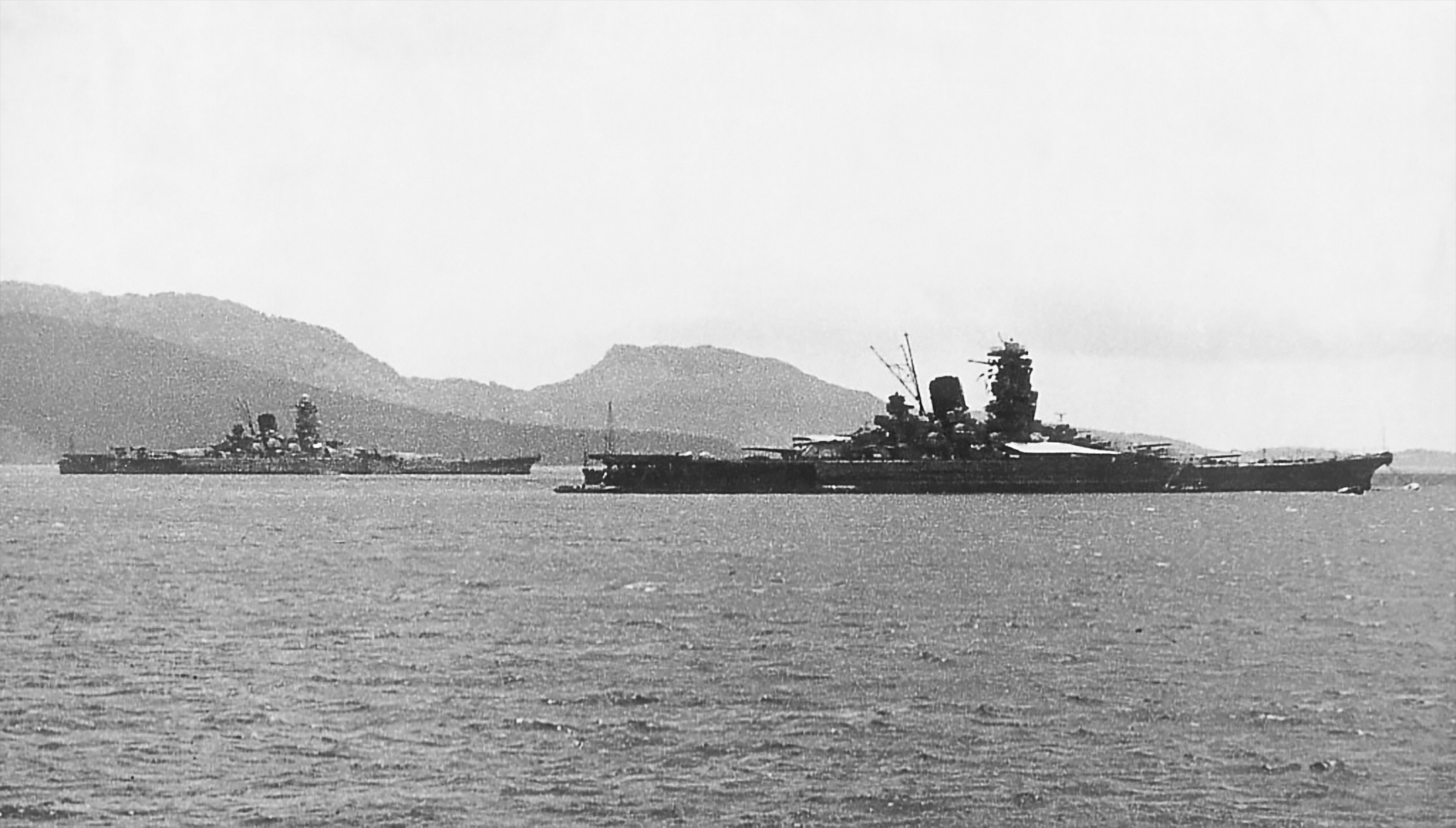
El Musashi i el Yamato a Truk Lagoon a principis de 1943

El Musashi va ser encarregat a Nagasaki el 5 d'agost de 1942 i assignat a la 1a Divisió de Cuirassats, juntament amb el Yamato, el Nagato i el Mutsu. Cinc dies més tard, el vaixell va dur a terme proves de manipulació de maquinària i avions prop de Hashirajima. El seu armament secundari de dotze canons de 127 mm, 12 muntatges de canons triples de 25 mm i quatre metralladores antiaèries de 13,2 mm (0,52 polzades) es va instal·lar del 3 al 28 de setembre de 1942 a Kure, així com un radar tipus 21. El vaixell va estar treballant la resta de l'any. Arima va ser ascendit a contraalmirall l'1 de novembre.
El Musashi va ser assignat a la Flota Combinada, comandada per l'almirall Isoroku Yamamoto, el 15 de gener de 1943 i va navegar cap a Truk tres dies després, arribant el 22 de gener. L'11 de febrer, va substituir el seu vaixell germà Yamato com a vaixell insígnia de la flota. El 3 d'abril, Yamamoto va deixar el Musashi i va volar a Rabaul, Nova Bretanya, per dirigir personalment l'operació I-Go, una ofensiva aèria japonesa a les illes Salomó. Les seves ordres van ser interceptades i desxifrades per Magic, i els caces nord-americans Lockheed P-38 Lightning van abatre el seu avió de transport i el van matar a l'operació Vengeance mentre anava en ruta des de Nova Bretanya fins a Ballale, Bougainville. El 23 d'abril, les seves restes cremades van ser portades de tornada a Truk i col·locades a la seva cabina a bord del Musashi.
El 17 de maig, en resposta als atacs nord-americans a l'illa d'Attu, el Musashi, juntament amb el portaavions Hiyō, dos creuers pesats i nou destructors, va sortir al Pacífic nord. Quan no es va establir cap contacte amb les forces nord-americanes, els vaixells van navegar cap a Kure el 23 de maig, on les cendres de Yamamoto es van treure del vaixell en preparació per a un funeral d'estat formal. Immediatament després, el grup de treball del Musashi es va reforçar significativament per contraatacar les forces navals nord-americanes davant d'Attu, però l'illa va ser capturada abans que la força pogués intervenir. El 9 de juny, Arima va ser rellevat pel capità Keizō Komura. El 24 de juny, mentre estava reestructurat a l'Arsenal Naval de Yokosuka, el Musashi va rebre la visita de l'emperador Hirohito i d'oficials navals d'alt rang. De l'1 al 8 de juliol, el vaixell va estar equipat amb un parell de radars tipus 22 a Kure. Va navegar cap a Truk el 30 de juliol i hi va arribar sis dies després, on va reprendre la seva posició com a vaixell insígnia de la flota de l'almirall Mineichi Koga.
A mitjans d'octubre, en resposta a les sospites de les incursions nord-americanes previstes a l'illa de Wake, el Musashi va dirigir una gran flota (tres portaavions, sis cuirassats i 11 creuers) per interceptar les forces nord-americanes, però no va poder contactar i va tornar a Truk el 26 d'octubre. Va passar la resta de 1943 a Truk Lagoon. Komura va ser ascendit a contraalmirall l'1 de novembre i transferit a la 3a Flota el 7 de desembre com a cap d'estat major; el capità Bunji Asakura va assumir el comandament del Musashi.

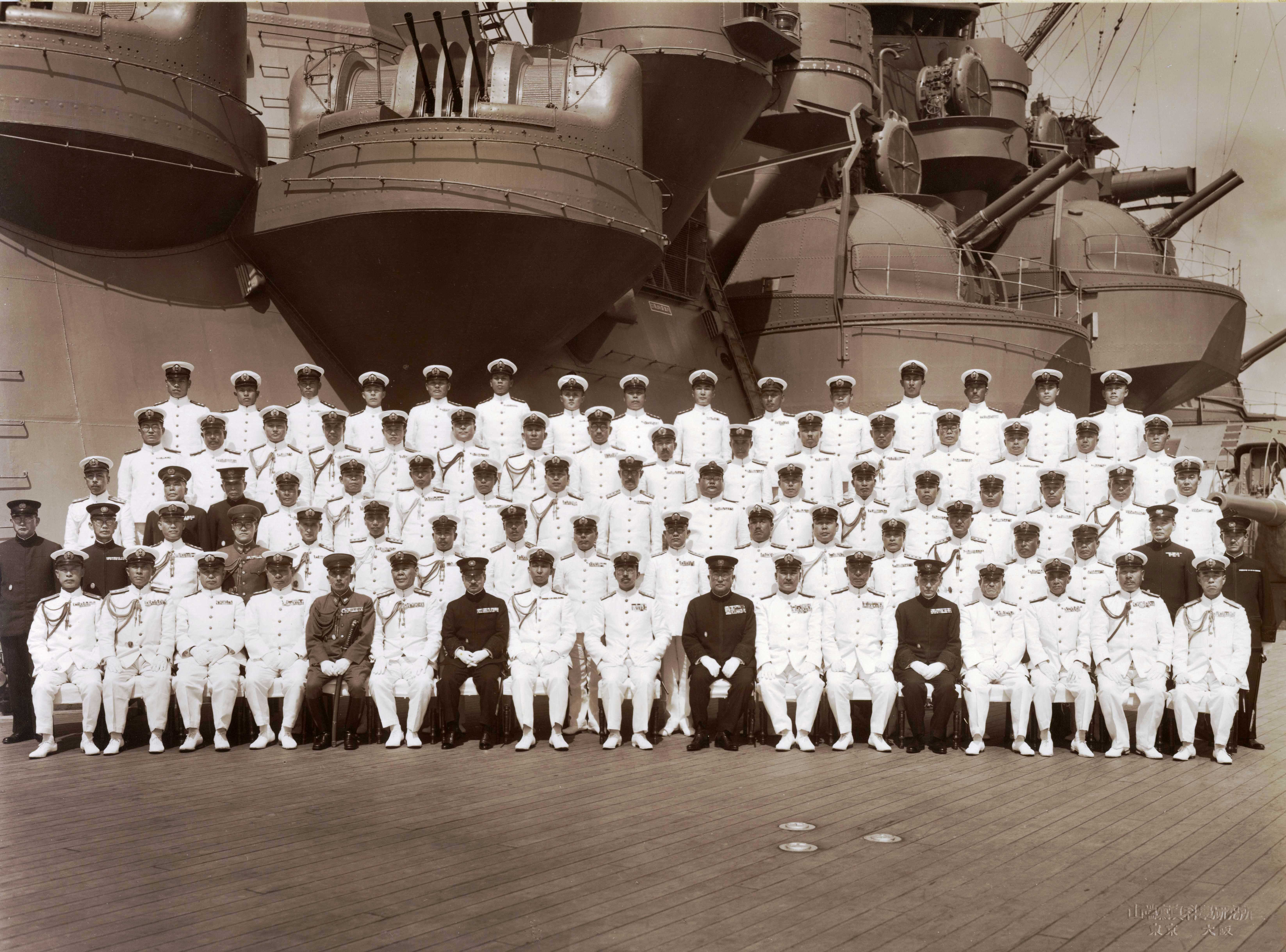
L'emperador Hirohito i el seu personal a bord del Musashi, 24 de juny de 1943. Al fons es veuen dos parells de canons DP bessons de 127 mm (5 polzades) i un canó AA triple de 25 mm (1 polzada).

El vaixell va romandre a la llacuna Truk fins al 10 de febrer de 1944, quan va tornar a Yokosuka. El 24 de febrer, Musashi va navegar cap a Palau, portant un batalló de l'Exèrcit Imperial Japonès i un altre de Forces Navals Especials de Desembarcament i el seu equipament. Després de perdre la major part de la seva càrrega a coberta en un tifó, va arribar a Palau el 29 de febrer i hi va romandre el mes següent. El 29 de març, Musashi va marxar de Palau sota la cobertura de la foscor per evitar un atac aeri esperat, i es va trobar amb el submarí USS Tunny, que va disparar sis torpedes contra el cuirassat; cinc d'ells van fallar, però el sisè va fer un forat de 5,8 metres (19 peus) de diàmetre prop de la proa, inundant-la amb 3.000 tones d'aigua. L'impacte del torpede va matar set tripulants i en va ferir altres onze. Després de reparacions temporals, el Musashi va navegar cap al Japó més tard aquella nit i va arribar a l'Arsenal Naval de Kure el 3 d'abril. Del 10 al 22 d'abril, va ser reparada, mentre que el seu armament antiaeri es va incrementar substancialment a l'espai alliberat per l'eliminació de les torretes triples de 155 mil·límetres (6,1 polzades) muntades en bigues. Quan va desatracar el 22 d'abril, la bateria secundària del vaixell constava de sis canons de 15,5 cm, vint-i-quatre canons de 12,7 cm, cent trenta canons de 25 mm i quatre metralladores de 13,2 mm. També va rebre nous radars (que encara eren primitius en comparació amb l'equip nord-americà) i rails de càrregues de profunditat a la seva fantail.
El maig de 1944, Asakura va ser ascendit a contraalmirall; el Musashi va marxar de Kure cap a Okinawa el 10 de maig, després cap a Tawi-Tawi el 12 de maig. Va ser assignat a la 1a Flota Mòbil, sota el comandament del vicealmirall Jisaburō Ozawa, amb el seu vaixell germà. El 10 de juny, els cuirassats van partir de Tawi-Tawi cap a Batjan sota el comandament del vicealmirall Matome Ugaki, en preparació de l'operació Kon, un contraatac previst contra la invasió nord-americana de Biak. Dos dies més tard, quan va arribar la notícia a Ugaki dels atacs nord-americans a Saipan, la seva força va ser desviada cap a les illes Mariannes. Després de trobar-se amb la força principal d'Ozawa el 16 de juny, els cuirassats van ser assignats a la 2a Flota del vicealmirall Takeo Kurita. Durant la batalla del mar de les Filipines, el Musashi no va ser atacat. Després de la desastrosa derrota del Japó a la batalla (també coneguda com el "Gran Tiroteig als Galls d'Indi de les Marianas"), la Segona Flota va tornar al Japó. El 8 de juliol, el Musashi i el seu germà van embarcar 3.522 homes i equipament del 106è Regiment d'Infanteria de la 49a Divisió d'Infanteria de l'Exèrcit i van navegar cap a l'illa Lingga, on van arribar el 17 de juliol.

### Batalla del golf de Leyte

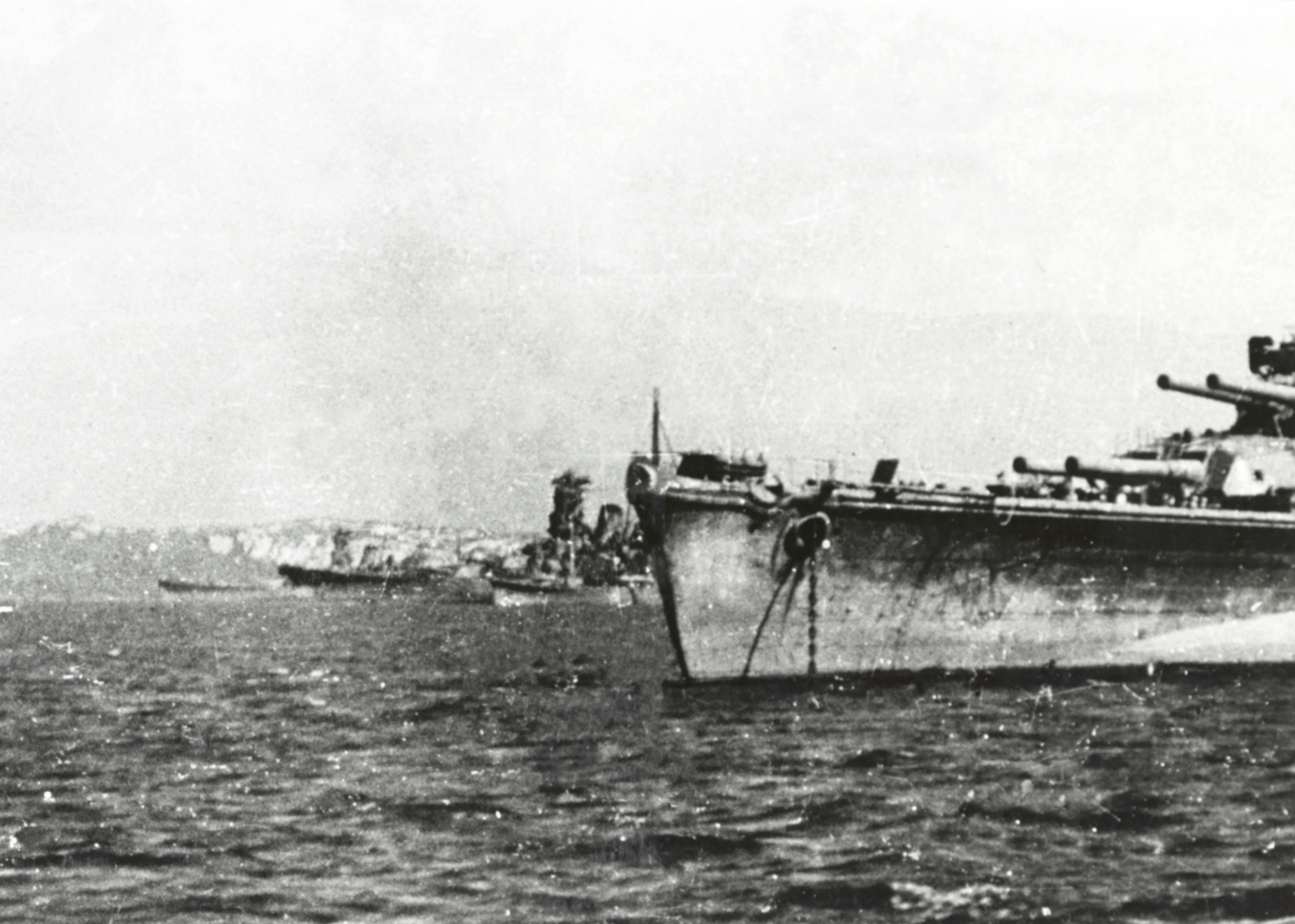
Cuirassats japonesos a Brunei, Borneo, l'octubre de 1944, fotografiats just abans de la batalla del golf de Leyte. Els vaixells són, d'esquerra a dreta: el Musashi, el Yamato, el Mogami i el Nagato.

El capità Toshihira Inoguchi va rellevar Asakura al comandament del Musashi el 12 d'agost de 1944 i va ser ascendit a contraalmirall el 15 d'octubre. Tres dies més tard, el vaixell va navegar cap a la badia de Brunei, Borneo, per unir-se a la flota principal japonesa en preparació de l'Operació Sho -1, el contraatac previst contra els desembarcaments nord-americans a Leyte. El pla japonès deia que les forces de portaavions d'Ozawa atreguessin les flotes de transportistes nord-americans al nord de Leyte perquè la 1a Força de Desviació de Kurita (també coneguda com la Força Central) pogués entrar al golf de Leyte i destruir les forces nord-americanes que desembarcaven a l'illa. El Musashi , juntament amb la resta de la força de Kurita, va marxar de Brunei cap a les Filipines el 22 d'octubre.
L'endemà, el submarí USS Dace va torpedinar i enfonsar el creuer pesant Maya prop de Palawan. El destructor Akishimo va rescatar 769 supervivents i els va traslladar al Musashi més tard durant el dia.

#### Pèrdua al mar de Sibuyan
El 24 d'octubre, mentre transitaven pel mar de Sibuyan, els vaixells de Kurita van ser detectats per un avió de reconeixement del portaavions de la flota USS Intrepid. Poc més de dues hores després, el cuirassat va ser atacat per vuit bombarders en picat Curtiss SB2C Helldiver de l'Intrepid a les 10:27. Una bomba de 230 quilos (500 lliures) va impactar contra el sostre de la torreta número 1, sense poder penetrar. Dos minuts més tard, el Musashi va ser colpejat a estribor al mig del vaixell per un torpede d'un Grumman TBF Avenger, també de l'Intrepid . El vaixell va agafar 3.000 tones d'aigua i una inclinació de 5,5 graus a estribor que després es va reduir a 1 grau per contrainundació dels compartiments del costat oposat. Durant aquest atac, dos Avengers van ser abatuts.

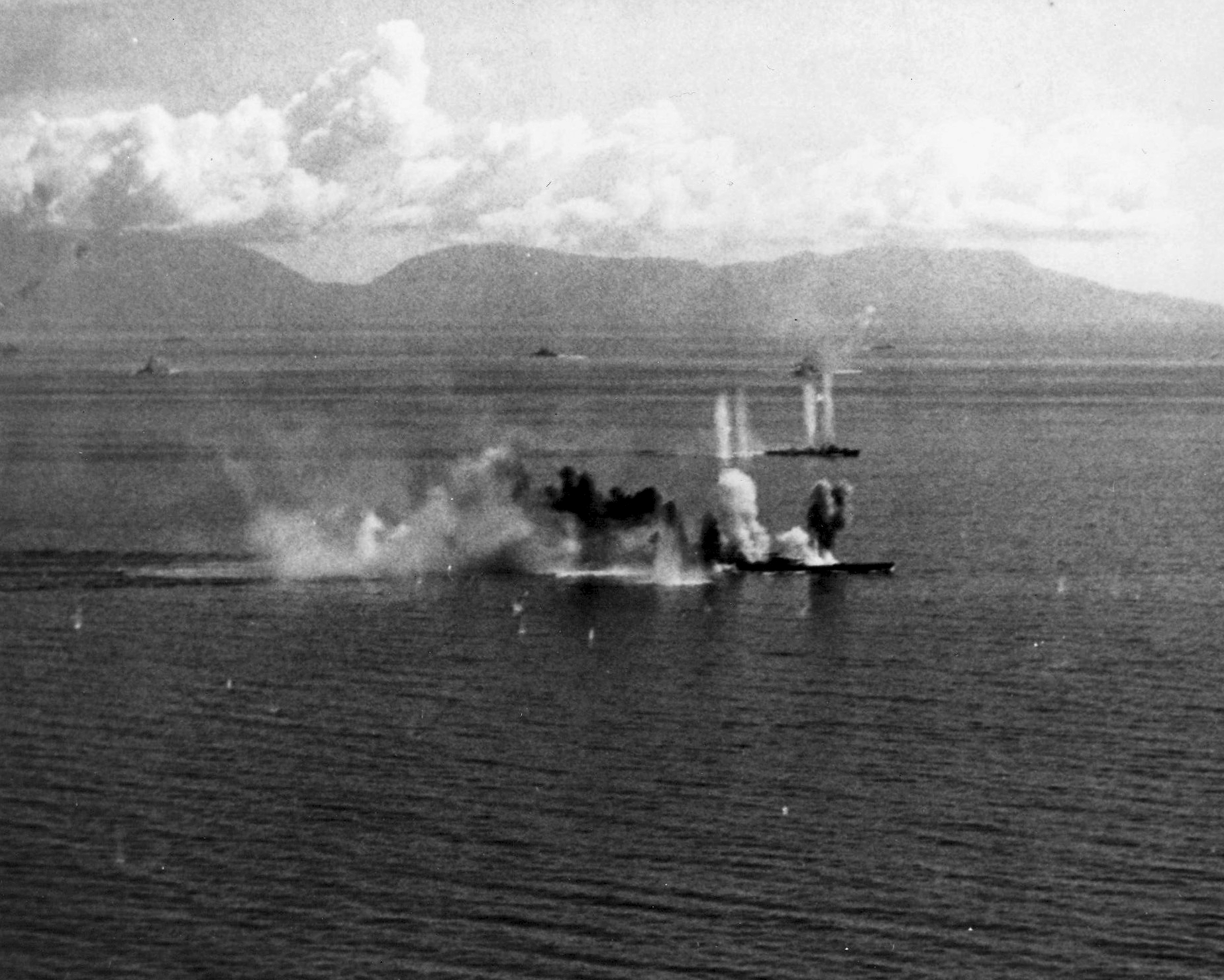
El Musashi sota l'atac d'avions portaavions nord-americans durant la batalla del golf de Leyte

Una hora i mitja més tard, altres vuit Helldivers de l'Intrepid van tornar a atacar el Musashi. Una bomba va colpejar la coberta superior i no va poder detonar; un altre va colpejar el costat de babor de la coberta i va penetrar dues cobertes superiors abans d'explotar per sobre d'una de les sales de màquines. Uns fragments van trencar una canonada de vapor a la sala de màquines i van obligar-ne a abandonar, així com la de la sala de calderes adjacent. Es va perdre energia a l'eix de l'hèlix interior de babor i la velocitat del vaixell va baixar a 22 nusos (41 km/h; 25 mph). El foc antiaeri va abatre dos Helldivers durant aquest atac. Tres minuts més tard, nou Avengers van atacar des dels dos costats del vaixell, anotant tres cops de torpedes a babor. Un va colpejar la torre número 1, el segon va inundar una sala de màquines hidràuliques, obligant les torretes principals a canviar a bombes hidràuliques auxiliars, i la tercera va inundar una altra sala de màquines. Més contrainundacions van reduir la llista a un grau fins a port, però la quantitat d'inundacions va reduir el francbord davanter del vaixell en 1,8 metres (6 peus). Durant aquest atac, Musashi va disparar obusos antiaeris sanshikidans des del seu armament principal; un obús va detonar al canó central de la torreta número 1, possiblement a causa d'un fragment de bomba al canó, i va destrossar la maquinària d'elevació de la torreta.
A les 13:31, el vaixell va ser atacat per 29 avions dels portaavions de la flota Essex i Lexington. Dos caces Grumman F6F Hellcat van ametrallar la coberta del vaixell i Helldivers va aconseguir quatre cops de bombes més a prop de les seves torretes davanteres. El Musashi va ser colpejat per quatre torpedes més, tres dels quals eren davant de la torreta número 1, provocant grans inundacions. El vaixell ara apuntava un grau a estribor, i havia agafat tanta aigua que la seva proa era ara baixada 4 metres (13 peus) i la seva velocitat s'havia reduït a 20 nusos (37 km/h; 23 mph). Dues hores més tard, nou Helldivers de l'Enterprise van atacar amb bombes perforants de 450 quilos (1.000 lliures) i van aconseguir quatre cops. El vaixell va ser colpejat per tres torpedes més, obrint la seva proa a estribor i reduint la seva velocitat a 13 nusos (24 km/h; 15 mph). A les 15:25, el Musashi va ser atacat per 37 avions de l'Intrepid , el portaavions Franklin i el portaavions lleuger Cabot. El vaixell va ser colpejat per 13 bombes i 11 torpedes més durant aquest atac, amb la pèrdua de tres Venjadors i tres Helldivers. La seva velocitat es va reduir a 6 nusos (11 km/h; 6,9 mph), el seu motor principal de direcció es va trencar temporalment i el seu timó es va bloquejar breument 15 graus a babord. La contrainundació va reduir la seva llista a sis graus a port des del seu màxim anterior de deu graus. El Musashi havia estat colpejat per un total estimat de 19 torpedes i 17 bombes.

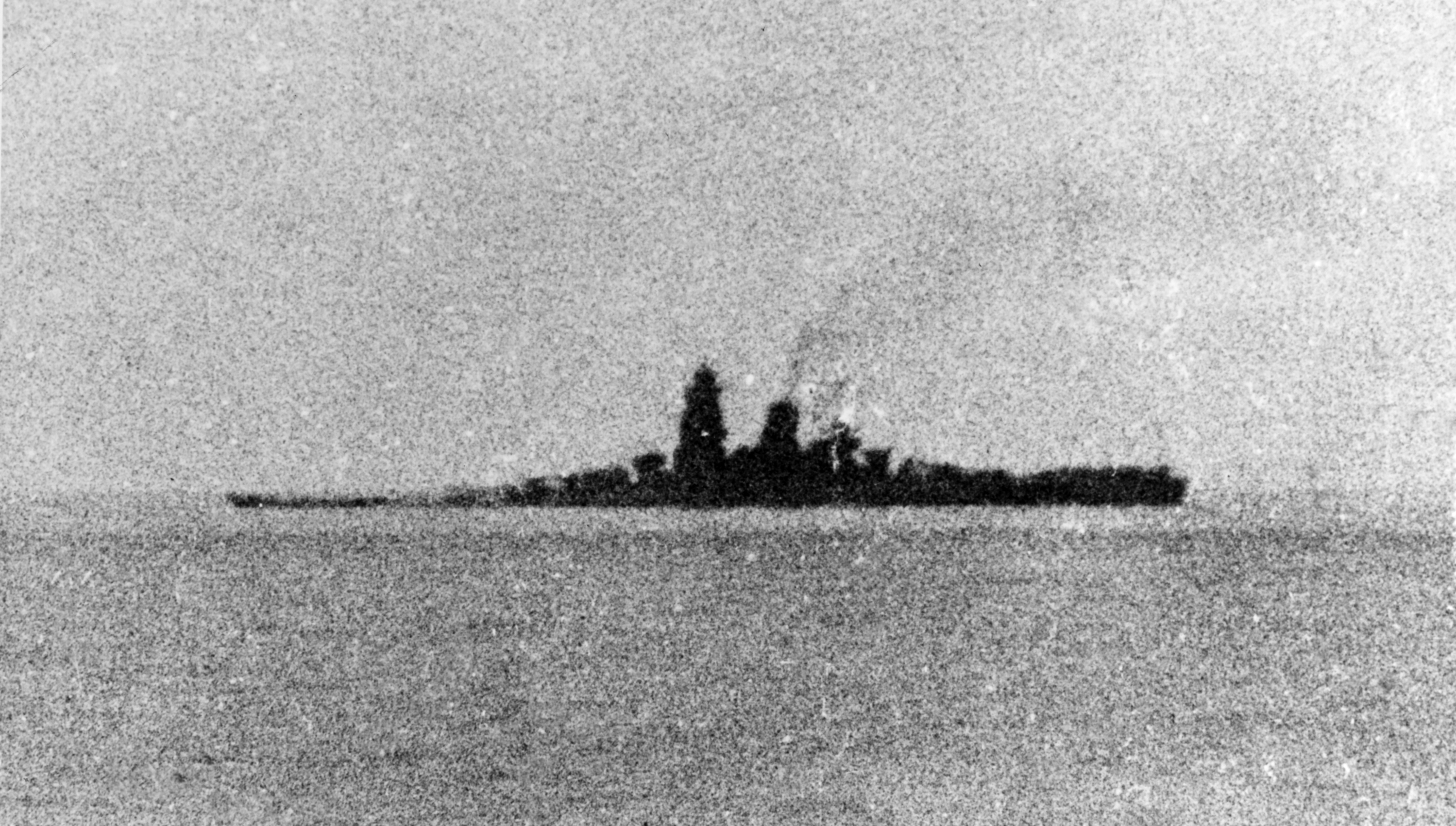
Musashi baixa per la proa després dels atacs aeris, poc abans que s'enfonsés

El Kurita va deixar el Musashi per valer-se sol a les 15:30 i es va trobar amb ell de nou a les 16:21 després d'invertir el rumb. El vaixell es dirigia cap al nord, amb una inclinació de 10 graus a babord, 8 metres avall a proa amb el seu castell de proa inundat. Va detallar un creuer pesat i dos destructors per escortar-la mentre es feien esforços frenètics per corregir la seva llista, inclosa la inundació d'una altra sala de màquines i algunes sales de calderes. Els seus motors es van aturar abans que pogués ser varat. A les 19:15, la seva inclinació va arribar als 12 graus i la seva tripulació va rebre l'ordre de preparar-se per abandonar el vaixell, cosa que van fer quinze minuts després quan la llista va arribar als 30 graus. El Musashi va bolcar a les 19:36 i es va enfonsar en 1.350 metres (4.430 peus) d'aigua a 13° 07′ N, 122° 32′ E / 13.117°N,122.533°E. Inoguchi va optar per enfonsar-se amb el seu vaixell; 1.376 dels seus 2.399 tripulants van ser rescatats. Al voltant de la meitat dels seus supervivents van ser evacuats al Japó, i la resta va participar en la defensa de les Filipines. El destructor Shimakaze va rescatar 635 dels supervivents del Maya del Musashi.

## El derelicte

### Descobriment
Durant més de 70 anys després del seu enfonsament, els caçadors de naufragis van fer diversos intents per localitzar el naufragi del cuirassat japonès, però cap va tenir èxit. El Musashi , com altres vaixells de guerra japonesos, no tenia el seu nom als costats, cosa que dificultava que els bussejadors i els caçadors de nàufragis el trobessin. Un equip d'investigació patrocinat pel cofundador de Microsoft, Paul Allen, el va trobar després de vuit anys de recerca del naufragi, passant per diversos registres històrics a diferents països i desplegant el iot d'alta tecnologia Octopus i un vehicle operat a distància per ajudar-los en la recerca. El març de 2015, Allen va anunciar que l'equip havia trobat el Musashi sota el mar de Sibuyan, a uns 900 metres (3.000 peus) sota la superfície.
S'havia pensat que el vaixell s'havia enfonsat d'una sola peça; en realitat, va explotar sota l'aigua, escampant restes pel fons oceànic. La secció de proa des de la barbeta número u cap endavant està en posició vertical al fons del mar, mentre que la popa està cap per avall. La superestructura i l'embut de proa es deslliguen de la resta del vaixell i es troben a babord. A la gira de vídeo en directe realitzada per l'equip de l'expedició, es pot veure una muntura per al segell de l'Armada Imperial Japonesa —un crisantem fet de teca, descompost durant molt de temps— entre les runes. El vídeo també mostrava danys causats pels torpedes nord-americans, inclòs un arc deformat i cops sota el canó principal del vaixell. Altres objectes trobats a la zona del naufragi, així com altres elements trobats a l'interior, van portar els experts marítims a afirmar amb un 90% de certesa que el naufragi era el Musashi.
Per confirmar encara més la identitat del naufragi, Shigeru Nakajima, un tècnic elèctric del Musashi que va sobreviure saltant per la borda després de donar l'ordre d'abandonar el vaixell, va dir a Associated Press que estava "segur" que el naufragi era el Musashi en veure'n l'àncora i la muntura del segell imperial. També expressà el seu agraïment a l'equip d'expedició per haver localitzat el naufragi.

### Conservació i protecció
El descobriment del naufragi sota la superfície del mar de Sibuyan va plantejar problemes a les Filipines perquè el govern provincial de Romblon, que té jurisdicció sobre el lloc del naufragi, i la Guàrdia Costanera filipina no sabien que Allen i el seu equip tenien una expedició en curs al zona, tot i que el governador Eduardo Firmalo va acollir públicament el descobriment del vaixell. En resposta a la troballa, la Guàrdia Costanera de Filipines va declarar que els vaixells de propietat estrangera necessiten l'autorització del Departament d'Afers Exteriors de Filipines, l'Oficina de Duanes i l'Oficina d'Immigració abans d'entrar a les aigües filipines.
Tot i que descobrir el naufragi va ser molt important per al poble japonès a causa de la presència a bord de més de 1.000 restes de mariners japonesos, el Museu Nacional de Filipines va declarar que "qualsevol altra activitat [relacionada amb el naufragi] es regiria per normes i reglaments establerts." El Museu va assenyalar que el lloc del naufragi del Musashi , tal com estableix la llei, es considera un jaciment arqueològic sota la jurisdicció de Romblon, i "està donant prioritat a verificar el descobriment, obtenir i compartir informació clau, facilitar la protecció i preservació del jaciment". i formulant els propers passos adequats".